# Callianthemum
Callianthemum és un gènere de plantes amb flors amb de 9 a 24 espècies, segons els autors. Pertany a la família Ranunculàcia. Es troba a Euràsia, principalment a les muntanyes alpines.

## Descripció
Tenen els pètals lanceolats espatulats, de 5-6 x 13-18 mm, fulles de la base en el moment de la florida incompletament desenvolupades (C. kerneranum), pètals almenys en part obovats de 7-9 x 10-12 mm, fulles basals a la florida completament desenvolupades (C. coriandrifolium)

## Espècies presents als Països Catalans[1]
- Callianthemum coriandrifolium

## Altres espècies
- Callianthemum acuale
- Callianthemum alatavicum
- Callianthemum anemonoides
- Callianthemum angustifolium
- Calliasthemum berardi